# Provincia Chaco

Localizarea provinciei în Argentina

Provincia Chaco (spaniolă Provincia del Chaco) este una dintre provinciile Argentinei, localizată în partea nord-estică. Capitala provinciei este Resistencia.